# 柳中亮
柳中亮（1906年—1963年），男，浙江鄞县人中国早期电影业企业家、中国影业先驱。原上海国泰影业公司老板。

## 生平
柳中亮生于浙江鄞县。1924年，移居江苏南京。
1926年，与柳中浩合伙，在上海南京新街口創辦世界大戲院。1934年，創建上海金城大戲院（今为黄浦剧场），任总经理。1937年，在上海创办金都大戲院。1938年，与柳中浩在上海成立国华影片公司。 1946年，与与柳中浩在上海創辦國泰影業公司。1948年，柳家资本拆分，柳中浩經營國泰影業公司，柳中亮与二子柳和清斥资创办大同電影企業公司。1952年1月1日，公私合营施行，国泰影业成为上海電影製片廠。

## 家族
- 父柳钰棠[3]
- 弟柳中浩，中国早期电影企业家
- 長子柳和锵，娶名影星严慧秀，艺名凤凰，柳和锵去世后改嫁舒適
- 次子柳和清，摄影家、香港企业家，娶名影星王丹凤
- 三子柳和康，香港商家
  - 孫柳啟東 Carlton Liu
  - 孫女柳啟運 Julia Liu
- 女儿柳慧琼，上海名媛[4]

## 故居
- 今上海长乐路留园28号，原柳家公馆[4]。

## 作品
- 1935年：首映电影《风云儿女》，主题曲后来成为中华人民共和国国歌《义勇军进行曲》[3]
- 1940年：《西厢记》（监制）
- 1949年：《二百五小传》（监制）
- 《無名氏》
- 《憶江南》
- 《梨園英烈》
- 《孟姜女》